# Michael Winter (jinete)
Michael Winter (conocido como Mike Winter; Montreal, 16 de agosto de 1974) es un jinete canadiense que compite en la modalidad de concurso completo. Ganó dos medallas en los Juegos Panamericanos, plata en 2007 y oro en 2023.

## Palmarés internacional
| Juegos Panamericanos | Juegos Panamericanos    | Juegos Panamericanos | Juegos Panamericanos |
| Año                  | Lugar                   | Medalla              | Categoría            |
| -------------------- | ----------------------- | -------------------- | -------------------- |
| 2007                 | Río de Janeiro (Brasil) | Medalla de plata     | Por equipos          |
| 2023                 | Santiago (Chile)        | Medalla de oro       | Por equipos          |